# Marcia Fudge
Marcia Louise Fudge (Cleveland (Ohio), 29 oktober 1952) is een Amerikaans jurist en politicus van de Democratische Partij. Sinds 18 november 2008 is ze lid van het Huis van Afgevaardigden namens het 11e congresdistrict van Ohio. Als afgevaardigde was Fudge tussen 2013 en 2015 voorzitter van de Congressional Black Caucus. Tussen 2000 en 2008 was ze burgemeester van Warrensville Heights. Op 10 december 2020 maakte president-elect Joe Biden bekend Fudge voor te willen dragen als minister van Volkshuisvesting en Stedelijke Ontwikkeling.
- International Standard Name Identifier: 0000 0005 0110 7093
- Library of Congress Control Number: no2019188134
- SNAC: w6dg7fxh
- Biographical Directory of the United States Congress: F000455
- Virtual International Authority File: 4157770007348661123
- WorldCat: E39PBJgRQPqpHFXMcKQbpB6R8C